# Jełgawa (rejon)
Jełgawa (łot. Jelgavas rajons) – rejon w południowo-centralnej Łotwie, funkcjonujący w latach 1949–1962 i 1967–2009.
Rejon graniczył z Litwą oraz z rejonami: Bauska, Dobele, Ryga, Tukums i miastem wydzielonym Jełgawa.
Zniesiony 30 czerwca 2009, w ramach reformy administracyjnej.